# Ряпосова
Ряпосова — деревня в Алапаевском районе Свердловской области России. Входит в муниципальное образование Алапаевское. Управляется Кировской сельской администрацией.

## География
Деревня Ряпосова расположена на левом берегу реки Нейвы, в устье Таборки, в 30 километрах на северо-восток от города Алапаевска.

### Часовой пояс
Ряпосова, как и вся Свердловская область, находится в часовой зоне МСК+2. Смещение применяемого времени относительно UTC составляет +5:00.

## Население
| 2002 | 2010 |
| ---- | ---- |
| 21   | ↘4   |

## Инфраструктура
В деревне всего одна улица — Береговая.